# Série 3000 (Metrô de Madrid)

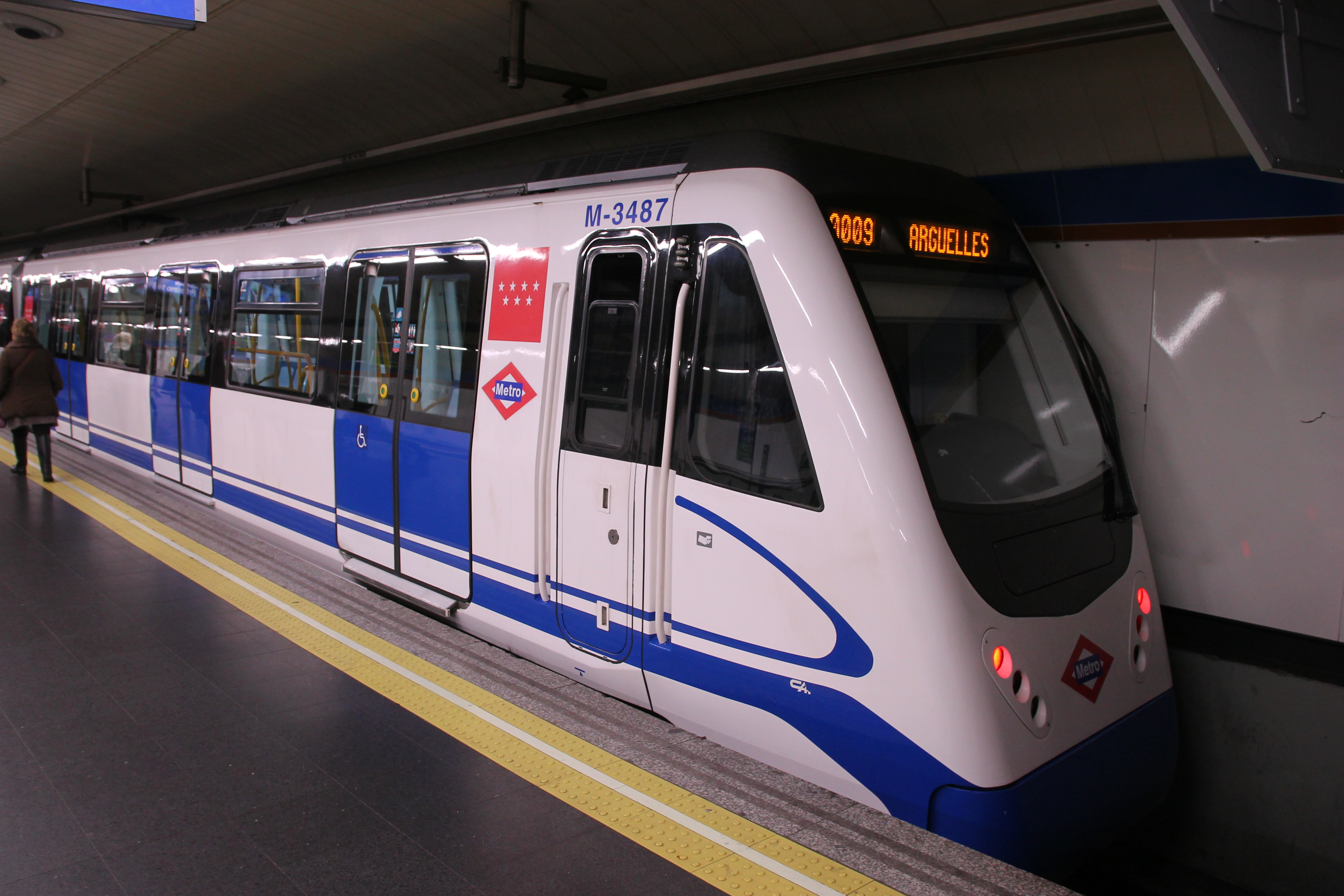
"Série 3000" na estação Arguelles

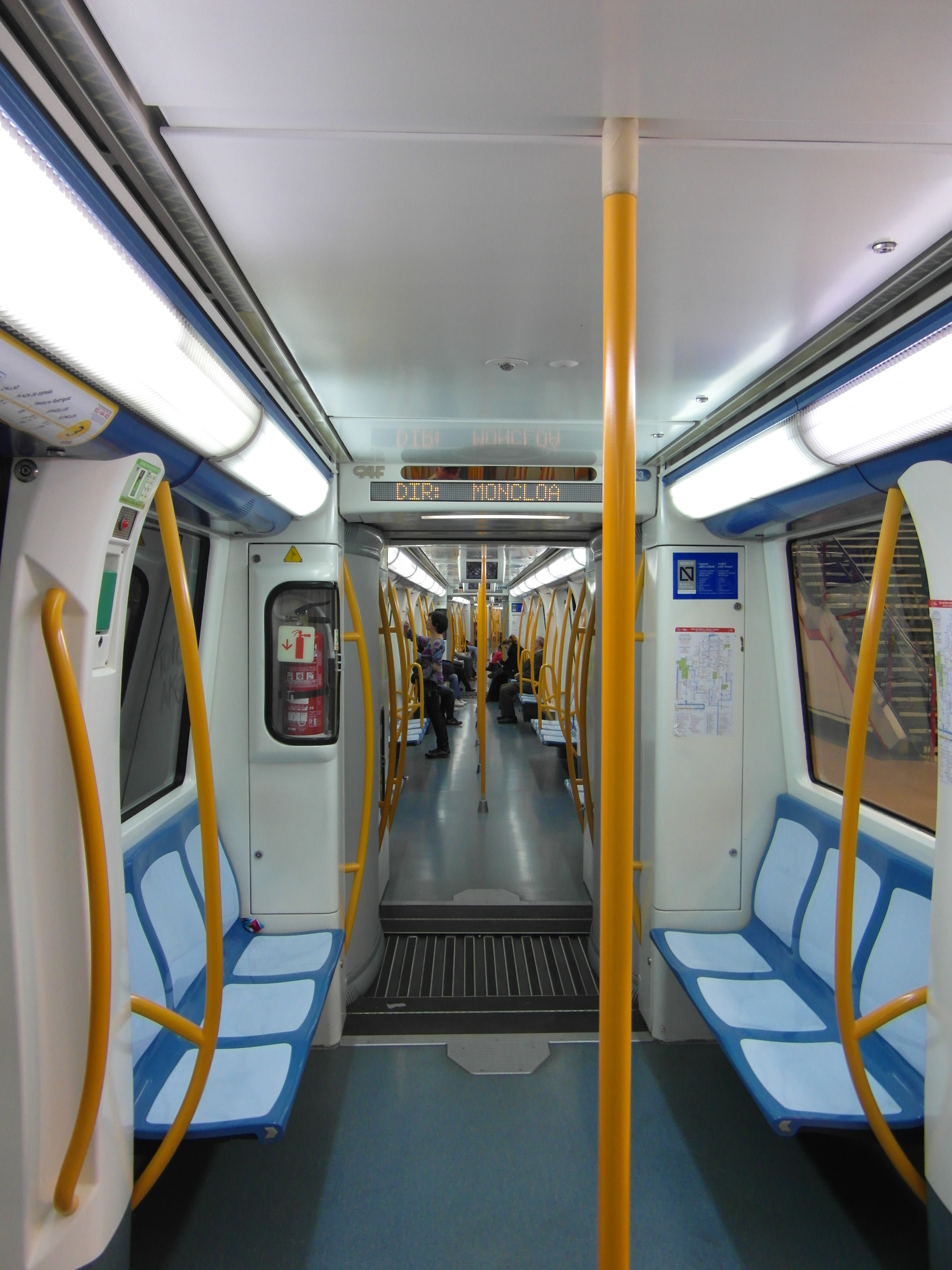
Vista interna

A Série 3000 é um tipo de automotora fabricada pela empresa espanhola Construcciones y Auxiliar de Ferrocarriles, utilizada no Metro de Madrid.